# キャサリン・フリーガル
キャサリン・メイヒュー・フリーガル（Katherine Mayhew Flegal）は、アメリカ合衆国の疫学者で、アメリカ疾病予防管理センター (CDC) 傘下の国立衛生統計センターの上席科学者 (senior scientist)。トムソン・ロイターによると、肥満に関わる疾病の分野において最も頻繁に引用される科学者のひとりとされている。

## 学歴と経歴
フリーガルは、学士号をカリフォルニア大学バークレー校、PhDをコーネル大学、公衆衛生学修士 (MPH) をピッツバーグ大学から、それぞれ取得した。1987年、それまで働いていたミシガン大学の生物統計学部門を離れ、アメリカ疾病予防管理センターに移った。

## 研究
フリーガルは、アメリカ合衆国の子どもや大人の間に肥満が広がっていることについて、影響力が大きく、頻繁に引用される一連の記事によって広く知られている。彼女はさらに、合衆国における幼児や子どもの成長パターンを評価するために2000年にCDCが作成した成長チャートに大きく関わっていた。2005年、フリーガルは、CDCやアメリカ国立衛生研究所 (NIH) の研究者たちと連名で、『ジャーナル・オブ・ジ・アメリカン・メディカル・アソシエーション (JAMA)』誌に論文を発表し、過体重の人は標準体重の人より死亡率が低いが、肥満の人はやや死亡率が高いことを示した。この結果については相当の議論がなされたが、CDCはフリーガルが示した数値は正確なものだと認めた。フリーガルらの論文は、CDCの最高科学賞であるチャールズ・C・シェパード賞 (the Charles C. Shepard award) を2006年に受賞した。
2013年、フリーガルは、過体重や肥満と死亡率の関係について『JAMA』誌に掲載されたシステマティック・レビュー、メタアナリシスの代表著者となった。合衆国だけでなく各国からも集められた大規模なサンプルから、過体重の人は、標準的な体重の人より死亡率が低いと結論づけられた。

### 反響
フリーガルの2013年の論文は、ハーバード・公衆衛生大学院のウォルター・ウィレットから、「ゴミの山 ... 誰もこんなものを読むのに時間を浪費すべきではない (pile of rubbish ... No one should waste their time reading it.)」と批判された。その後、ウィレットは、世界的な科学雑誌である『ネイチャー』の特集記事の中で、その見苦しい振る舞いについて苦言を呈された。
フリーガルの論文が発表された直後、ハーバード大学医学大学院の院長ジェフリー・スコット・フライヤーは、ハーバード大学内にこの論文について議論する専門家パネルを組んだ。このパネルは、2013年2月20日に会合をもち、フリーガルの論文にいくつかの手法上の問題があることが指摘された。例えば、フランク・フーは、フリーガルの選択基準が「600万人を対象にした質の高い研究を除外し (ruled out high-quality studies of 6 million people)」、除外された研究成果は、フリーガルが展望の中に取り上げた研究と合わせると、標準体重の人々が最も高い生存率となると述べた。しかし、多くの研究者たちは、 フリーガルの2005年と2013年の論文の結果を受け入れており、これらの論文を「肥満パラドックス」として知られるものの例とされる。